# Possessed (1947)
Possessed, In Nederland uitgebracht onder de titel Verwoeste levens, is een Oscargenomineerde film uit 1947 onder regie van Curtis Bernhardt. Bette Davis kreeg de hoofdrol aangeboden. Nadat zij de rol afwees om met zwangerschapsverlof te gaan, verving Joan Crawford haar. Crawford werd uiteindelijk genomineerd voor een Oscar voor Beste Actrice. Ze vertelde later dat het de moeilijkste rol was om te vertolken in haar carrière.
De film gaat over Louise, een vrouw met psychische problemen die belandt in een voor haar onherkenbare stad en hier behandeld wordt door een psychiater. Deze ontdekt haar verleden, dat in een flashback wordt onthuld.

## Rolverdeling
| Acteur           | Personage            |
| ---------------- | -------------------- |
| Joan Crawford    | Louise Howell Graham |
| Van Heflin       | David Sutton         |
| Raymond Massey   | Dean Graham          |
| Geraldine Brooks | Carol Graham         |
| Moroni Olsen     | Dr. Ames             |